# Shim Yi-young
Shim Yi young, de nacimiento Kim Jin-ah (Corea del Sur, 31 de enero de 1980), es una actriz y modelo surcoreana.

## Carrera
Debutó como actriz en la película Real Fiction (2000) del director Kim Ki-duk, y desde entonces ha participado en películas como Bongja, Paju, y Love, In Between, así como en series tales como The Sweet Thief y My Husband Got a Family.
Junto a Nam Ji hyun copresentó She and Her Car en MBC Life. También participó junto al expresentador de noticias Jun Hyun moo en  We Are Mom and Dad from Today, un reality show de MBC Every 1.

## Vida personal
Se casó con el actor Choi Won-young el 28 de febrero de 2014 en el Grand Ballroom del COEX Walkerhill Hotel en Samseong-dong. Se conocieron durante el rodaje de la serie A Hundred Year Legacy (2013), donde interpretaban a una pareja casada. El 23 de junio de 2014 dio a luz a su primera hija.
La pareja anunció en enero de 2017 que estaba esperando a su segundo hijo.

## Filmografía

### Series de televisión
- Queen of Divorce (JTBC, 2024) - como Lee Joo-won.[9]
- Youth of May (KBS2 / 2021) - como Song Hae-ryeong
- My Wonderful Life (MBC / 2020) - como Park Bok-hee
- Extracurricular (Netflix / 2020)
- Love Alarm (Netflix / 2019)
- Moment of 18 (JTBC / 2019)
- Fates & Furies (SBS / 2018)
- 30 But 17 (SBS / 2018)
- Solomon's Perjury (JTBC / 2016-2017)
- Legend of the Blue Sea (SBS / 2016) (cameo, ep 2, 3, 4, 12)
- Night Light (MBC / 2016)
- Beautiful Mind (KBS2 / 2016)
- Five Enough (KBS2 / 2016)
- My Mother is a Daughter-in-law (SBS / 2015)
- Birth of a Beauty (SBS / 2014)
- Empress Ki (MBC / 2013) (cameo)
- The Suspicious Housekeeper (SBS / 2013)
- Goddess of Marriage (SBS / 2013)
- A Hundred Year Legacy (MBC / 2013)
- Vampire Prosecutor 2 (OCN / 2012 ep 7)
- Drama Special "Culprit Among Friends" (KBS2 / 2012)
- Drama Special "Still Picture" (KBS2 / 2012)
- My Husband Got a Family (KBS2 / 2012)
- Drama Special "Duet" (KBS2 / 2011)
- Marry Me, Mary! (KBS2 / 2010)
- The Sweet Thief (OBS / 2009)
- MBC Best Theater "눈물보다 아름다운 유산" (MBC / 2004)
- Drama City "S대 법학과 미달사건" (KBS2 / 2003)
- Open Drama: Man & Woman "사랑전선 북상중" (SBS / 2003)
- Drama City "Forbidden Love" (KBS2 / 2002)
- That's Perfect (SBS / 2001)
- Law Firm (SBS / 2001)

### Cine
- It's Okay! (2023)
- The Hunt (2016)
- Precious Love (2013)
- Rockin' on Heaven's Door (2013)[10]
- Spring, Snow (2012)
- Secrets, Objects (2011)[11]
- Her Story Taking (de If You Were Me 5, 2011)[12]
- How to Cross the Galaxy (cortometraje, 2010)
- Love, In Between (2010)
- Paju (2009)
- Ice Bar (2006)
- Cruel Winter Blues (2006)
- Cracked Eggs and Noodles (2005)
- Marrying High School Girl (2004)
- No Comment (2002)
- Bongja (2000)
- Real Fiction (2000)

### Espectáculos de variedades
- We Are Mom and Dad from Today (MBC Every 1 / 2013)
- She and Her Car (MBC Life / 2012–presente)

### Teatro
- Minja's Golden Age (2008)[13]

## Premios y nominaciones
| Año  | Premios              | Categoría                                   | Trabajo           | Resultado |
| ---- | -------------------- | ------------------------------------------- | ----------------- | --------- |
| 2019 | SBS Drama Award      | Top Excellence Award in Long Drama (Female) | Want a Taste?     | Ganó      |
| 2020 | 39th MBC Drama Award | Golden Acting Award                         | My Wonderful Life | Ganó      |
| 2020 | 7th APAN Star Award  | Excellence Award, Actress in a Serial Drama | My Wonderful Life | Ganó      |